# Mieczysław Słupski

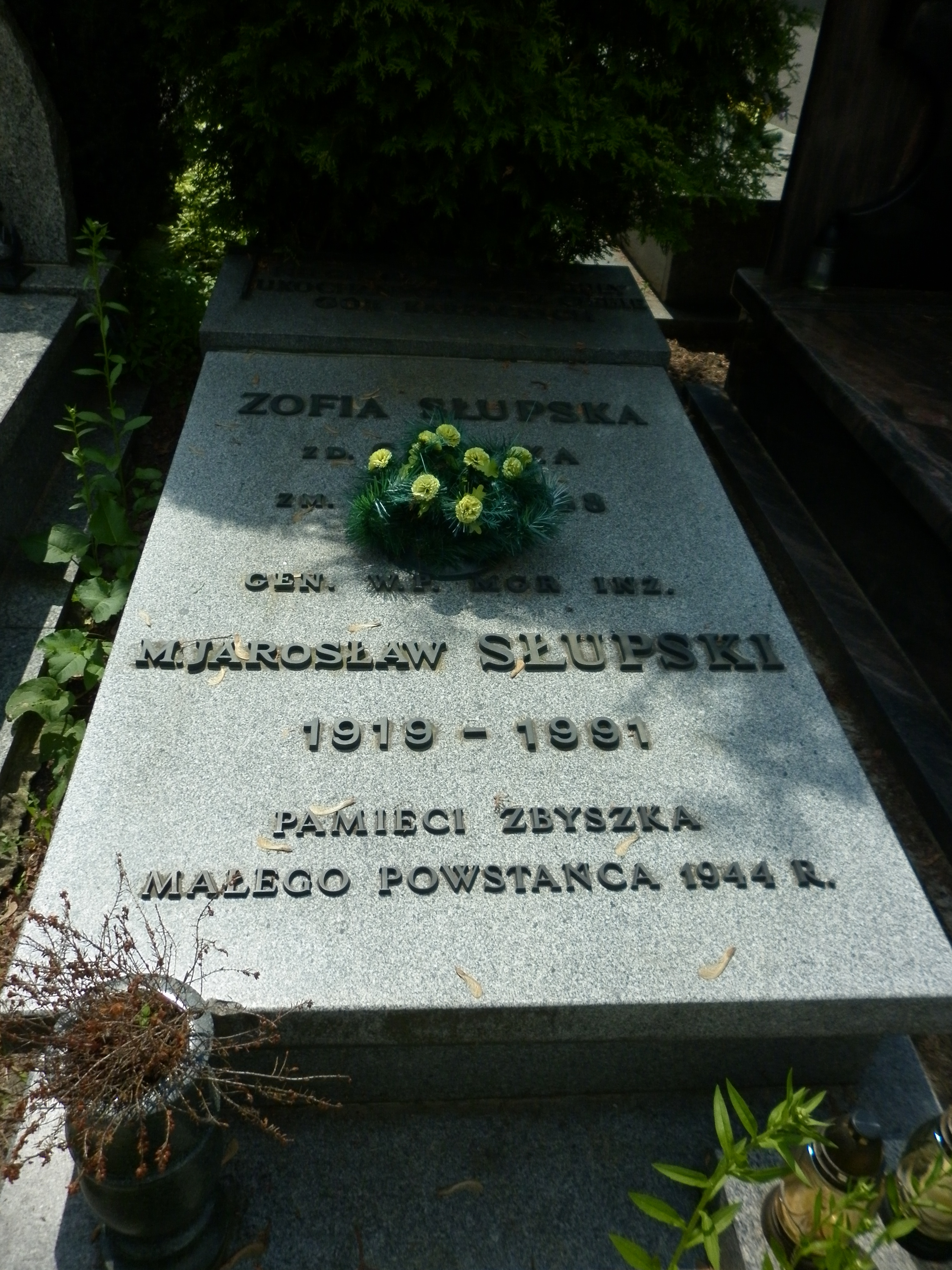
Grób Mieczysława Słupskiego

Jarosław Mieczysław Słupski, inżynier (ur. 1 kwietnia 1919 w Płoskirowie na Podolu, zm. 3 sierpnia 1991 w Warszawie) – generał brygady Wojska Polskiego.
Po 1920 przybył z rodziną do Polski. W 1937 ukończył Szkołę Podchorążych Saperów w Modlinie i jako dowódca plutonu saperów w Samodzielnej Grupie Operacyjnej „Polesie” gen. Franciszka Kleeberga walczył w kampanii 1939. Ranny w bitwie pod Kockiem. Do 1945 przebywał w niewoli niemieckiej.
W kwietniu 1945 zgłosił się do służby w LWP i pełnił służbę na kolejnych stanowiskach w służbie zakwaterowania i budownictwa.
Podczas służby w Śląskim Okręgu Wojskowym, jako szef wydziału, szef zarządu kwaterunkowo-budowlanego ukończył studia politechniczne (budownictwo). Później szef Departamentu Kwaterunkowo Budowlanego Głównego Kwatermistrzostwa Wojska Polskiego – zastępca głównego kwatermistrza WP.
Generał brygady z 1968. W l. 1971–1973 dyrektor Departamentu Spraw Obronnych w Ministerstwie Budownictwa i Przemysłu Materiałów Budowlanych. Później pełnomocnik ministra Obrony Narodowej ds budownictwa specjalnego.
Od 1984 w stanie spoczynku. Mieszkał w Warszawie, gdzie zmarł. Pochowany na Cmentarzu Wojskowym na Powązkach w Warszawie (kwatera B4-7-24). Uroczystość pogrzebową poprzedziła msza żałobna w Katedrze polowej Wojska Polskiego, którą odprawił biskup polowy WP gen. bryg. Sławoj Leszek Głódź. W imieniu WP nad grobem przemówił gen. bryg. Roman Pusiak.

## Odznaczenia
- Krzyż Komandorski Orderu Odrodzenia Polski (1973)
- Krzyż Kawalerski Orderu Odrodzenia Polski (1963)
- Złoty Krzyż Zasługi (1958)
- Srebrny Krzyż Zasługi (1946)
- Medal za Warszawę 1939–1945
- Medal za Odrę, Nysę, Bałtyk
- Medal 30-lecia Polski Ludowej
- Medal 40-lecia Polski Ludowej
- Medal „Za udział w walkach o Berlin” (1970)
- Medal „Za udział w wojnie obronnej 1939” (1982);
- Medal „Za długoletnią, ofiarną służbę” (1984)
- Medal „Za zwycięstwo nad Niemcami w Wielkiej Wojnie Ojczyźnianej 1941–1945”

odznaczenia resortowe.
Nie zweryfikowano mu odznaczenia Krzyżem Walecznych, który według własnej relacji miał otrzymać 6 października 1939 od gen. Kleeberga.